# Sic et Non (Zeitschrift)
Sic et Non (Eigenbezeichnung sic et non. zeitschrift für philosophie und kultur. im netz.) ist eine Internetzeitschrift mit den Themenschwerpunkten Philosophie, Soziologie sowie Kultur und Medien. Veröffentlicht werden Fachartikel und Rezensionen. Schwerpunkte der Zeitschrift sind die politische Philosophie sowie Themen aus den Bereichen Phänomenologie, Poststrukturalismus, Erkenntnistheorie, Medienphilosophie, Hypertext und Kultur (Kunst, Literatur, Film). Die Zeitschrift will neuen Autoren dabei helfen auf ihre Texte und Publikationen aufmerksam zu machen. Die Artikel sind über ein Archiv öffentlich zugänglich.

## Geschichte
Die Zeitschrift wurde unter dem Titel Philosophia perennis: Bamberger Zeitschrift für Philosophie im Jahr 1991 von Martin Götze, Christian Lotz, Konstantin Pollok und Dorothea Wildenburg begründet. Im Jahr 1996 wechselte der Titel auf Sic et Non und es erfolgte die Veröffentlichung als Internetpublikation. In den Jahren 1999 bis März 2005 wurde Sic et Non von Florian Ehrensperger herausgegeben. Seit Anfang 2005 wird die Zeitschrift vom Darmstädter Institut für Philosophie betreut. Als Herausgeber fungierten bis 2012 Christian Diel, Reinhard Heil, Rainer Becker und Dirk Hommrich. Seit 2013 sind Petra Rogge (Konstanz) und Rainer Becker (Darmstadt) die Herausgeber.